# Christo Iwanczew
Christo Spasow Iwanczew (bułg. Христо Спасов Иванчев) – bułgarski brydżysta.

## Wyniki brydżowe

### Zawody europejskie
W europejskich zawodach zdobył następujące lokaty:
| Zawody europejskie. Konkurencja teamów | Zawody europejskie. Konkurencja teamów | Zawody europejskie. Konkurencja teamów | Zawody europejskie. Konkurencja teamów | Zawody europejskie. Konkurencja teamów | Zawody europejskie. Konkurencja teamów |
| Rok                                    | Miejsce                                | Zawody                                 | Kategoria                              | Drużyna                                | Pozycja                                |
| -------------------------------------- | -------------------------------------- | -------------------------------------- | -------------------------------------- | -------------------------------------- | -------------------------------------- |
| 2007                                   | Monte Carlo                            | 1. Europejskie Zawody Małych Federacji | Open                                   | Bulgaria                               | 1                                      |
| 2000                                   | Bellaria                               | 6. Mistrzostwa Europy Mikstów          | Miksty                                 | Georgiev                               | 7                                      |

| Zawody europejskie. Konkurencja par | Zawody europejskie. Konkurencja par | Zawody europejskie. Konkurencja par | Zawody europejskie. Konkurencja par | Zawody europejskie. Konkurencja par | Zawody europejskie. Konkurencja par |
| Rok                                 | Miejsce                             | Zawody                              | Kategoria                           | Partner                             | Pozycja                             |
| ----------------------------------- | ----------------------------------- | ----------------------------------- | ----------------------------------- | ----------------------------------- | ----------------------------------- |
| 2001                                | Sorrento                            | 11. Mistrzostwa Europy Par          | Open                                | Vladislav Isporski                  | 28                                  |
| 2000                                | Bellaria                            | 6. Mistrzostwa Europy Mikstów       | Mikst                               | Steliana Iwanowa                    | 78                                  |

## Klasyfikacja
- Christo Iwanczew – klasyfikacja WBF (ang.)
- Christo Iwanczew – klasyfikacja EBL (ang.)